# Faustino Pérez-Manglano
Faustino Pérez-Manglano Magro, (Valencia, 4 de agosto de 1946-Valencia, 3 de marzo de 1963) fue un joven congregante marianista español. Alumno del colegio marianista Nuestra Señora del Pilar de Valencia (España), falleció a causa de la enfermedad de Hodgkin a los dieciséis años. Fue declarado Venerable por el Papa Benedicto XVI el 14 de enero de 2011.

## Biografía
Nació en Valencia el 4 de agosto de 1946. Fue el mayor de cuatro hermanos. Su padre era médico. Recibió de sus padres una educación cristiana. Alumno del Colegio Nuestra Señora del Pilar de la Compañía de María (marianistas) desde los seis años hasta su muerte, el 3 de marzo de 1963, víctima de la enfermedad de Hodgkin, cuando cursaba el último año de estudios en el colegio. 
Era un chico normal: alegre, simpático, entusiasta del deporte, especialmente del fútbol; disfrutaba con los amigos y le encantaba ir a los campamentos: le gustaba la montaña, leer novelas, el mar… Una persona que vivió con armonía el amor a la familia, así como el estudio, la diversión y la amistad. 
Pocos podían sospechar la grandeza de alma que se escondía en el cuerpo menudo y frágil de este chico sencillo y amigo de todos. 
Su fidelidad a toda prueba, su gran fuerza de voluntad, su amor intenso a Cristo, su cariño filial a María. Miembro de la Congregación-Estado de María Inmaculada (C.E.M.I.) desde 1962, el 9 de febrero de 1963, después de recibir la unción de los enfermos, hace su consagración definitiva.
Sintiendo en sí, desde 1960, la llamada del Señor, su gran ideal fue consagrar su vida a la salvación de los hombres como religioso marianista, prometiendo, antes de morir, ocuparse desde el cielo por las vocaciones. 
A través de su diario descubrimos un poco la acción del Espíritu Santo en su vida totalmente entregada al Señor. 
Escribió en su diario: “intentaré decir sí a todo lo bueno”. Y dijo si a las cosas sencillas y normales de cada día: a la familia, al trabajo, a la cultura, a la amistad. Dijo sí a Jesús, en quien confió y del que fue discípulo. Dijo sí a la llamada de Dios que él sintió a ser religioso marianista. Y todo esto con un gran amor a la Virgen, a la que rezaba todos los días. 
Su biografía “Tal vez me hable Dios” (PPC-12ª edición) escrita por José María Salaverri, está publicada en más de diez idiomas. Son muchas las personas que se han encomendado a él y que han sentido el influjo benéfico en sus vidas. 
En el libro publicado por PPC “Los panes y los peces de Faustino” de José María Salaverri se recogen los testimonios sobre Faustino que le han ido enviando. Son más de los que hay en el libro; solo recoge los más representativos. Proceden de personas de toda edad y condición; están representados unos cuarenta países. Muestran que el mensaje de Faustino es universal. 
El 14 de enero de 2011 después de estudiar la vida y escritos de Faustino, en la Arquidiócesis de Valencia y en la Congregación para las Causas de los Santos, a solicitud de la comisión de teólogos y de los cardenales y obispos consultados, Benedicto XVI lo proclamó Venerable.

## Primeros ejercicios espirituales
Faustino tenía 13 años cuando hizo, en La Purísima de Alacuás, su primer retiro espiritual. Era una experiencia habitual para los alumnos del colegio del Pilar que deseaban acudir: tiempo de oración, de reflexión personal, de escucha… En definitiva: tiempo de encuentro consigo mismo, con los demás y con Dios. Durante el retiro, en conversación con su acompañante espiritual, le dice: “He prometido rezar a la Virgen el rosario todos los días; lo rezo por partes, algunas veces cuando voy andando al colegio”. Durante estos días de ejercicios espirituales escribió: “El gran esfuerzo de mi vida lo tengo que hacer cuando salga a la vida diaria, fuera de aquí; intentaré cambiar mi vida”.

## Su diario
El 14 de septiembre de 1960 escribió la primera página de su diario, esta costumbre la adoptó al concluir la lectura de una novela que le inspiró a hacerlo. Escribía regularmente en su diario, resaltando las fiestas y los momentos más significativos para él. Este diario es un testimonio precioso de su vida espiritual. Escribe con espontaneidad, como corresponde a un adolescente. Por ejemplo, el 17 de octubre de 1960 escribe: “He rezado el rosario. He comulgado. He tenido un examen de Ciencias Naturales y creo que lo he hecho bien. He hablado durante diez minutos con Cristo, también del partido de fútbol Zaragoza-Valencia y de las misiones” En su diario aparece, por primera vez, el 29 de noviembre de 1960, la referencia a un dolor que anuncia su enfermedad.

## "Tal vez me hable Dios"
En octubre de 1960 se integró en una fraternidad de jóvenes con compañeros de su colegio. El 22 de octubre marca un momento importante en su vida, en Alacuás haciendo ejercicios espirituales escribe en su diario: “He tenido un encuentro con mi acompañante espiritual; hemos hablado de varias cosas, pero él me ha preguntado: “¿Qué vocación quiero elegir, médico, químico…o quizás marianista? Esta última posibilidad es la que más me ha hecho pensar: Tal vez me hable Dios. Él me dirá. Durante la mañana y el resto del día, guardaré silencio… ¿Y si Dios me habla?”. Más tarde intuyó con más claridad la llamada de Dios.  Es en este retiro cuando toma la siguiente decisión: “Intentaré la ascesis del sí, diré sí a todo lo bueno”. 
A partir de esta fecha, su amistad con Jesús va creciendo día a día. Esta relación se hace más estrecha, la amistad con Cristo se hace más profunda. Jesús se convierte en su mejor amigo, con el que habla de tú a tú. Lo expresa en su diario: “Qué bien se está en compañía de Cristo” (21.10.60). “Jesús, ayúdame a ser apóstol. Que no guarde nada para mí. Que mi amor por ti yo lo dé a los demás…” (28.01.61). “Hoy me han traído la comunión. ¡Qué maravilla recibir el Cuerpo de Cristo!” (28.01.61). “Cristo está aquí, a mi lado, en mí…”(24.01.62). “Estoy muy contento ; hoy, primer viernes de mes, es un gran día para mí. He sentido de nuevo la llamada de Dios. Unido a Jesús y a María, soy feliz, desbordo de alegría. Qué bueno y maravilloso es vivir cerca de Cristo” (04.05.62). “Tenemos que ser apóstoles con el ejemplo: es necesario que nuestra sola presencia atraiga a otros a Cristo” (22.01.63).
Esta alegría de vivir en Cristo le impulsa a disfrutar de la naturaleza, de la lectura, de los amigos…

## Enfermedad
El 29 de noviembre de 1960 cayó enfermo. Tras los pertinentes exámenes, los médicos diagnosticaron la enfermedad de Hodgkin, incurable en la época. Le aplicaron un tratamiento enérgico pero agotador. Durante largos periodos de tiempo, tuvo que guardar reposo en su casa, mientras continuaba estudiando para no perder el curso. Nunca se quejó, pero en su diario podemos descubrir que pasó por momentos verdaderamente difíciles: “Toda la tarde tuve dolor sin parar.” (06.02.61). “A las ocho le he pedido a mamá que me diera unos masajes para poder dormir sin dolor. A las diez me he despertado y hemos ido a la Cruz Roja. Allí me han hecho dos radiografías. Al mediodía, cuando hemos vuelto a casa, tenía ganas de llorar; estaba dolorido, y con la moral baja.” (27.11.61). Tras el mes de febrero, no pudo volver a clase. Pero dedicó gran parte de su tiempo a su trabajo escolar: de ninguna forma quería perder el curso. Limitó todas sus actividades deportivas pero nunca se quejó: él estaba contento de todo lo que podía hacer y escribía lo feliz que se sentía y que todo era “maravilloso” y “fenómeno”: estas son las palabras favoritas de Faustino. Apreciaba las sesiones de cine-fórum organizadas en su colegio, viendo, entre otras, “Los cuatrocientos golpes” (“Les Quatre Cents Coups”) de François Truffaut. Aunque no podía hacer deporte, solía acompañar a sus compañeros en todas sus competiciones.

## El sentido del prójimo
En enero de 1962, Faustino escribió en su diario una anécdota que muestra la preocupación que sentía por el prójimo: “Este chico tiene catorce años. Vive en una buhardilla, apenas tiene para comer y trabaja ocho horas al día”. Junto a otro compañero, lo visitan, ayudándole lo mejor que pueden, proporcionándole lo que necesita…Este hecho, como muchos otros, muestra la honda preocupación por el prójimo que siente, este es un trazo muy importante de su carácter. Su camino espiritual no lo encierra en sí mismo, sino más bien al contrario: “Servir a los demás es uno de mis propósitos. Quiero cumplirlo. Lo voy a hacer siendo muy servicial con todos los que tengo contacto, ayudándoles y haciéndoles muchos favores.” (22.06.61). “Hay que empezar a trabajar en eliminar de nosotros mismos todo lo que Cristo no aprobaría. Trabajar en ello, en casa, en el colegio, con mis compañeros de clase, en la ciudad, en el mundo entero.” (25.01.62)
Pero nunca escatimó esfuerzos para vivir al cien por cien su vida cristiana: “Hoy la Iglesia necesita testigos. Hemos de ser testigos de Cristo. Hemos de demostrar que en el siglo XX también se puede vivir una santidad tan grande como en los primeros siglos de la Iglesia.” (26.01.62) En este propósito, María tiene un papel primordial: “María, quiero ser tu apóstol. Hemos de conquistar el mundo para Ti. Como el Padre Chaminade, tenerte a Ti como capitana, y a Jesús, tu Hijo, como nuestro Modelo. Ayúdame, Madre, a que cada día te quiera más y mejor.” (16.05.62)

## Su último año
A los 15 años, escribió en su diario, con fecha 22 de junio de 1962: “Hoy hace veinte meses que Dios me dijo que le siguiera. Es maravilloso pensar que voy a estar toda la vida al servicio de Jesús y de María. Voy a ser un pescador de almas. Lo he pensado mucho y me gustaría irme a Sudamérica como religioso marianista, donde hacen tanta falta hacen manos para salvar almas.” Faustino tenía las ideas claras: no olvidaba la decisión que tomó 20 meses antes. El 23 de enero de 1963, escribió en su diario: “He de ser un verdadero cristiano. Para eso he de ir limando mis imperfecciones. Ser buen cristiano no es fácil. Es mucho más difícil de lo que creemos. Madre, ayúdame a ser otro Cristo.”

## Agravamiento de su enfermedad
A partir del 23 de enero de 1963 debe guardar cama, ya no se levantará más. Los tratamientos ya no reaccionan: los médicos están desolados pues saben que ya no hay esperanza de curación.
El 11 de febrero de 1963, escribe: “Anteayer, sábado, fue un día de enorme felicidad para mí. Me dieron el sacramento de la Extremaunción. Es maravilloso haberlo recibido sabiendo completamente lo que recibía. He renovado por un mes mis promesas de congregante. Hoy es la fiesta de Nuestra Señora de Lourdes. Que nuestra maravillosa Madre del cielo nos ayude a ser mejores. Ayúdame, Madre, a seguir ofreciendo estas pequeñas molestias por las necesidades del mundo.”
Tres días antes de su muerte, su confesor, el Padre José María Salaverri SM, le visitó, mientras parecía que sufría mucho: 
-”¿Cómo te encuentras Faustino?”
-”Bien, padre”
-”¿Sufres mucho?”
-”No sé…Según cómo se mire.”
-”¿Qué significa eso?
-”Es que pienso, padre, que en estos momentos…¡Habrá tanta gente que esté sufriendo mucho más que yo!”
Faustino dio un ejemplo de un gran dominio de sí mismo. Jamás se le escuchó quejarse.

## 3 de marzo de 1963
Por la tarde, su confesor, el Padre Salaverri, fue a visitar a Faustino, pues parecía sufrir mucho. Pero en medio de la conversación le preguntó:
-“Padre, ¿Sabe usted si hoy televisan el partido del Valencia C.F.?...qué bobo…¡si no voy a poder seguirlo! Estoy muy cansado.”
Sobre su mesita de noche, hay un papel: ¡Su proyecto de convocatoria de la selección española de fútbol!
Esa misma noche, llama a su madre para que lo ayude. Al incorporar su pobre cuerpo, hinchado, dolorido...de repente, se soltó y, sin un grito, sin un gesto, tranquila y suavemente, dulcemente, se quedó inánime en los brazos de su madre. Una embolia segó su vida. Eran las once y veinte minutos. Jesús y María acababan de llevarse al cielo a su marianista de deseo.

## Legado
Su causa de beatificación se abrió en la Archidiócesis de Valencia (España), su ciudad natal, en 1986, siendo arzobispo Miguel Roca Cabanellas. Tras su conclusión, se encuentra en estudio en Roma. El 14 de enero de 2011, el Papa Benedicto XVI decretó su heroicidad de virtudes, declarándole Venerable. La vida de Faustino ofrece un modelo muy adecuado para los jóvenes. Se puede comprobar en el gran número de publicaciones dedicadas a difundir su ejemplo de vida: su biografía, escrita por su director espiritual el Padre José Mª Salaverri, se encuentra por su décima edición en su versión original en español.
Pero no podemos pasar por alto los numerosos movimientos inspirados por su vida. Se pueden citar los “Jeunes de la famille marianiste” (JFM), así como el movimiento “Providence Faustino”, ambos en Francia. Su mensaje de esperanza igualmente ha servido de inspiración para otros jóvenes que combatieron con valentía la enfermedad, como Héloïse Charruau, que también falleció debido al linfoma de Hodgkin.
Alrededor de todo el mundo, numerosos movimientos de jóvenes llevan su nombre (Estados Unidos, Ecuador, Perú, Haití, Costa de Marfil, Zambia…) siendo el más destacado el Movimiento Faustino de Chile, que cuenta con más de un centenar de miembros.
Desde 2013, es igualmente el Patrón del grupo scout de Düsseldorf, asociado los Scouts Unitaires de Francia.